# Opera Mini
Opera Mini是一款由挪威Opera Software ASA制作，用于在移动电话上使用的免费网络浏览器，可浏览万维网及WAP网站。
Opera Mini的一大特點就是浏览时先由Opera公司的服务器对所访问的网页进行压缩和优化，縮小文件大小，以便於傳遞，使之适合于手机浏览，再于手机上显示，传输中信息使用SSL协议进行加密。
该软件備有不同版本，包括适用于绝大多数支持J2ME JAVA的手机的JAVA版及適用於BlackBerry OS、Android、Windows Mobile、Symbian及iOS的版本，是目前市场占有率最大的移动浏览器之一。

## 功能
- 支持标准的WWW与WAP网站浏览，支持RSS订阅，内置搜索引擎，支持快捷键。
- Opera Link帐户：可以通过个人注册的帐户，免费在Opera服务器上保存书签、笔记（仅第4版支持）、快速拨号，并可在多种上网终端同步个人账户内的信息。目前Opera Link还支持在联动的服务器同步RSS订阅。
- Opera ZoomTM智能缩放技术：可用缩略图模式显示网页。
- 可横屏浏览。
- 模拟鼠标指针。

## 派生版本

### 国际版
Opera公司开发的多国语言的国际版本，使用的官方服务器位于欧洲和美国，可自由访问世界互联网上的所有网站。该版本也是唯一支援Android、黑莓和Palm的Opera Mini版本。
由于2009年11月21日北京时间0:45以前，国际版可以浏览被中国大陆防火长城封锁的网站，因此这个浏览器曾经在中国手机互联网用户中非常受欢迎。

### 中国版
由Opera中国基于Opera Mini国际版开发，主要使用位于中国大陆的服务器，访问非中国大陆网站时速度提升并不明显，且很多被防火长城屏蔽的网站无法用此浏览器直接访问。
Opera声明中国版与国际版的区别在于中国版与中国国内的压缩服务器相连，因此可以提高速度，降低成本并改善浏览效果。

#### 欧朋浏览器
2011年8月9日，Opera中国版改名为欧朋浏览器，和中國天音集團共同制作，并将此前的中国版官方网站由“operachina.com”改为“oupeng.com”。与其他版本不同，欧朋版内置的缺省搜索引擎是百度。
欧朋浏览器主要是針對中國大陸地區網路使用者所打造的高度客製化版本，大幅度迎合中國大陸地區使用者習慣以內建常用網站瀏覽導向為主，跟歐美或台灣等其他地區較習慣自行輸入網址或透過搜尋的使用行為不同。而欧朋浏览器名稱則源於“來自歐洲的朋友（即Opera）”，主要是由Opera软件公司與“中國天音通信”合資於北京成立的“北界创想（北京）软件有限公司”和“北界无限（北京）软件有限公司”推出。

### Verizon版
由Opera和美国电信运营商Verizon合作开发，和国际版区别在于使用Verizon的服务器作为压缩服务器，移除Opera Link功能以及内置Verizon自己定制的快速拨号。

### 俄版
Opera Mini Modifications是由俄罗斯人发布的Opera Mini修改版，显著增强了原版的功能，如可以自定义服务器地址，是受欢迎的重要修改版本。

### 空中版
Opera空中版是Opera官方与中国大陆的空中网（页面存档备份，存于）合作的浏览器，是以Opera Mini为基础的修改版，增加了一些本地化的内容，且使用位于中国大陆内的服务器，此服务器与国际版所使用的分设欧洲和美国的服务器并不联动。

### 其他修改版本
全球的Opera Mini使用者同样在发布众多的修改版，如“德国版”等。

## 中国大陆封锁与自我审查
2009年10月底，防火长城设置了“opera.com/mini”的关键字使得中国大陆用户无法直接在电脑和手机上下载Opera Mini。11月21日北京时间0:45起，Opera Mini国际版在中国大陆访问网络时，均自动跳转向写有“中国用户请访问mini.opera.com，立刻升级至Opera Mini中国版，更快更稳定。”字样的页面，浏览请求在中国大陆境内被主动拒绝，无法打开任何其他网页。Opera公司强制所有来自中国IP的用户，包括Android、黑莓和Palm用户“升级”至此中国版。但当时的中国版并不支持Android、黑莓和Palm。同时，Opera Mini中国论坛也拒绝用户讨论关于非中国版Opera Mini的内容，并且禁止提供下载。
Opera公司没有对这一决定的背景发表任何评论。外界指责该公司对中国政府的压力低头。
截至2017年8月，Opera Mini的官方网站可以在中国大陆正常访问，不会自动跳转，但下载链接仍然无效。 